# Turdus sanchezorum
El zorzal de várzea (Turdus sanchezorum) es una especie de ave paseriforme de la familia Turdidae propia de la Amazonía. Anteriormente se consideraba conespecífico del zorzal caripelado, y se descubrió que era una especie separada a partir del estudio genético de los especímenes de museo.

## Distribución y hábitat
Se encuentra en los bosques de várzea amazónicos, distribuido por Perú, Colombia y Brasil.